# 18 B-Sides + DVD
Albums de Moby
18
(2002) Hotel
(2005)
18 B Sides + DVD est un double album de Moby paru en 2003, composé d'un CD standard de 13 titres et d'un DVD contenant des clips et des remix de ses précédents albums, notamment de 18, ainsi qu'un concert donné à Glastonbury le 29 juin 2003 et plusieurs petits reportages sur Moby (notamment la façon dont il réalise ses chansons) en plus de petites séquences humoristiques réalisées par l'artiste (par exemple, une interview de "Mr Fish", une marionnette que fait parler Moby, ou un court-métrage de 5 minutes où une clémentine essaie d'être embauchée chez une autre clémentine "patron" particulièrement sadique !). Tout le DVD est en anglais et ne contient aucun sous-titre.
La plupart des titres présents sur le CD sont totalement inédits, souvent enregistrés au cours des sessions d'enregistrement de l'album 18 en 2001 et 2002. Seule Love of Strings, est un remix de l'album 18, il s'agit d'une version instrumentale de Signs of Love.

## Titres du CD
| 1.    | Landing         | 3:44 |
| 2.    | Love of Strings | 6:10 |
| 3.    | Nearer          | 4:19 |
| 4.    | Afterlife       | 3:56 |
| 5.    | String Electro  | 6:56 |
| 6.    | Downhill        | 5:19 |
| 7.    | Soul to Love    | 4:27 |
| 8.    | Bed             | 4:17 |
| 9.    | Piano & Strings | 5:18 |
| 10.   | Horse & Carrot  | 6:54 |
| 11.   | Life's So Sweet | 6:32 |
| 12.   | ISS             | 8:44 |
| 13.   | Stay            | 3:10 |
| 69:52 |                 |      |

## Contenu du DVD

### Concert de Glastonbury
Il s'agit d'un concert enregistré le 29 juin 2003 à Glastonbury en Angleterre.
| No  | Titre                                          | Durée |
| --- | ---------------------------------------------- | ----- |
| 1.  | 18                                             |       |
| 2.  | Natural Blues                                  |       |
| 3.  | Go                                             |       |
| 4.  | Porcelain                                      |       |
| 5.  | Another Woman                                  |       |
| 6.  | Find My Baby                                   |       |
| 7.  | In This World                                  |       |
| 8.  | In My Heart                                    |       |
| 9.  | Bring Back My Happiness                        |       |
| 10. | We Are All Made of Stars                       |       |
| 11. | Why Does My Heart Feel So Bad?                 |       |
| 12. | Jam for the Ladies                             |       |
| 13. | I Wanna Be Your Dog ((chanson de The Stooges)) |       |
| 14. | Bodyrock                                       |       |
| 15. | Honey                                          |       |
| 16. | Feeling So Real                                |       |
| 17. | Creep (chanson de Radiohead)                   |       |

### Clips
| No | Titre                               | Durée |
| -- | ----------------------------------- | ----- |
| 1. | We Are All Made of Stars            |       |
| 2. | In This World                       |       |
| 3. | Jam for the Ladies                  |       |
| 4. | Extreme Ways                        |       |
| 5. | Sunday (The Day Before My Birthday) |       |

### "Outtakes and bonus songs"
Le DVD contient une partie sans vidéo, uniquement musicale. Cette partie est elle-même divisée en deux sous-catégories : "Outtakes and bonus songs" et "Megamix". La première est composée de raretés et de démos enregistrées pendant les sessions d'enregistrement de Play et de 18, la seconde contient plusieurs titres de l'album 18 remixés sur un rythme techno constant par différents artistes.
| No  | Titre                                              | Durée |
| --- | -------------------------------------------------- | ----- |
| 1.  | Song We Made Together in 30 Minutes                |       |
| 2.  | Great Escape (original demo)                       |       |
| 3.  | We Are All Made of Stars (original slow version)   |       |
| 4.  | E2D (Outtake from Play)                            |       |
| 5.  | Guitar and Flute (original demo)                   |       |
| 6.  | 18 (original demo)                                 |       |
| 7.  | Why Does My Heart Feel So Bad? (original demo)     |       |
| 8.  | We Are All Made of Stars (Slow Synth Mix)          |       |
| 9.  | KR (Outtake from Play)                             |       |
| 10. | Flatlands (B-Side outtake from 18)                 |       |
| 11. | Love to Watch You Sing (B-Side outtake from 18)    |       |
| 12. | American Dry (B-Side outtake from 18)              |       |
| 13. | Cunning (B-Side outtake From 18)                   |       |
| 14. | Waiting (outtake from 18)                          |       |
| 15. | 641 (B-Side outtake from 18)                       |       |
| 16. | Extreme Ways (Live (rough bootleg mix))            |       |
| 17. | Say My Name (recorded in my bathroom with one mic) |       |
| 18. | So Far Gone (outtake from 18)                      |       |
| 19. | Tower (B-Side outtake from 18)                     |       |
| 20. | Girl Bed (B-Side outtake from 18)                  |       |
| 21. | Offland                                            |       |

### "Megamix"
"Megamix" est la seconde sous-catégorie de la partie musicale, composée de remix de l'album 18.
| No  | Titre                                                           | Durée |
| --- | --------------------------------------------------------------- | ----- |
| 1.  | In This World (Push Vocal Club Mix)                             |       |
| 2.  | Sunday (The Day Before My Birthday) (West London Deep Club Mix) |       |
| 3.  | In This World (Slacker's Rain Before Carnival Mix)              |       |
| 4.  | We Are All Made of Stars (DJ Tiësto's Full Vocal Remix)         |       |
| 5.  | In My Heart (Ferry Corsten Remix)                               |       |
| 6.  | Jam for the Ladies (Nevins Reggae Dub Banger)                   |       |
| 7.  | Extreme Ways (John Creamer & Stephane K Remix)                  |       |
| 8.  | In This World (ATFC's Southern Fried Vocal)                     |       |
| 9.  | We Are All Made of Stars (Timo Maas Dub Mix)                    |       |
| 10. | Jam for the Ladies (Voodoo Child Remix)                         |       |
| 11. | In My Heart (Sean Tyas Misses Twilo Mix)                        |       |